# 갈래초등학교
갈래초등학교는 대한민국 강원특별자치도 정선군에 있는 초등학교다.

## 학교 연혁
- 1963.03.28 갈래국민학교 개교
- 1981.03.01 갈래초등학교 병설유치원 개원
- 2012.03.01 7학급편성(특수학급포함)
- 2013.03.01 제19대 홍순호 교장 부임
- 2015.02.13 제52회 졸업식 거행(총 졸업생:6684)